# أموري هوتون
أموري هوتون (بالإنجليزية: Amory Houghton)‏ هو دبلوماسي أمريكي، ولد في 27 يوليو 1899 في كورنينغ في الولايات المتحدة، وتوفي في 21 فبراير 1981 في تشارلستون في الولايات المتحدة.

## روابط خارجية
- أموري هوتون على موقع مونزينجر (الألمانية)